# Wahlenbergia rubioides
Wahlenbergia rubioides är en klockväxtart som först beskrevs av A.Dc., och fick sitt nu gällande namn av Thomas G. Lammers. Wahlenbergia rubioides ingår i släktet Wahlenbergia och familjen klockväxter. Inga underarter finns listade i Catalogue of Life.